# Andaç Güleryüz
Andaç Güleryüz (* 31. Juli 1993 in Berlin) ist ein deutsch-türkischer Fußballspieler.

## Spielerkarriere

### Verein
Güleryüz kam als Sohn türkischstämmiger Eltern in Berlin zur Welt. Beide Elternteile stammen aus der westtürkischen Stadt Izmir. Er begann mit dem Vereinsfußball in der Nachwuchsabteilung des Kreuzberger Vereins BFC Südring. Anschließend spielte er für die Nachwuchsmannschaften der Vereine Tasmania Gropiusstadt, Türkiyemspor und Hertha Zehlendorf, ehe er 2009 vom VfL Wolfsburg gescoutet wurde und nach Wolfsburg wechselte.
Gegen Ende der Saison 2011/12 wurde er dann in den Kader von VfL Wolfsburg II aufgenommen und gab in der Regionalliga-Nord-Partie gegen Hertha BSC II vom 10. April 2012 sein Debüt. In dieser Partie gelang ihm auch das Tor zum zwischenzeitlichen 1:1-Ausgleich. Im weiteren Saisonverlauf der Regionalligasaison 2011/12 absolvierte Güleryüz zwei weitere Regionalligaspiele. Nachdem er in der Saison 2012/13 phasenweise sich einen Stammplatz erkämpfte, verlor er diesen in der Saison 2013/14 wieder.
Im Sommer 2014 wechselte er in die türkische Süper Lig zu Eskişehirspor. Sein Debüt für diesen Verein gab er am 23. September 2014 in der Pokalbegegnung gegen Tarsus İdman Yurdu. Nachdem er in der Hinrunde der Saison 2014/15 eher für die Reservemannschaft des Vereins tätig gewesen war und für die Profimannschaft lediglich ein paar Pokalspiele absolviert hatte, wurde er zur Rückrunde endgültig in den Profikader aufgenommen und kam zu einigen Erstligaeinsätzen.
Um Spielpraxis zu sammeln, wurde er für die Saison 2015/16 an den Zweitligisten Boluspor ausgeliehen.
Nach 18 Einsätzen und fünf Toren wurde Güleryüz zur Saison 2016/17 an Denizlispor ausgeliehen. Nach zwei Einsätzen ohne Torerfolg wechselte Güleryüz erneut auf Leihbasis in die dritte türkische Liga zu Niğde Belediyespor.
Zur Saison wechselte er innerhalb der TFF 1. Lig zum Adanaspor.

### Nationalmannschaft
Güleryüz begann seine Nationalmannschaftskarriere 28. Januar 2010 mit einem Einsatz für die türkische U-17-Nationalmannschaft. 2012 lief er auch für die türkische U-19-Nationalmannschaft auf.